# Лошадь на дороге
«Пейзаж. Лошадь на дороге» (иногда указывается упрощённо как «Лошадь на дороге», фр. Paysage. Le Cheval sur le chemin) — картина французского художника-постимпрессиониста Поля Гогена из собрания Государственного музея изобразительных искусств имени А. С. Пушкина.
На картине изображена деревенская улица с двумя хижинами за невысоким забором. Сразу за хижинами вздымается крутой склон холма. Перед калиткой на дороге стоит фигура в шляпе и длинном розовом одеянии. На обочине пасётся лошадь. Слева внизу подпись художника и дата: Paul Gauguin 99.
Как следует из подписи художника, картина была написана в 1899 году на Таити, однако сразу в Европу отправлена не была, находилась у художника и вместе с его багажом отправилась с Таити на Маркизские острова. В 1903 году с острова Доминика (Хива-Оа) в Маркизском архипелаге Гоген послал холст в Париж своему арт-дилеру Амбруазу Воллару — эта картина, вместе с девятью другими, была в последней отправке работ художника во Францию перед его смертью, в описи она значится под № 3.
10 ноября 1904 года картину в галерее Воллара приобрёл московский промышленник и коллекционер С. И. Щукин (вместе с ней была куплена другая картина Гогена «Её звали Вайраумати»). В щукинском собрании картина значилась под незатейливым названием «Пейзаж». После Октябрьской революции собрание Щукина было национализировано, и с 1923 года картина находилась в Государственном музее нового западного искусства. В 1948 году ГМНЗИ был расформирован и картина была передана в Государственный музей изобразительных искусств имени А. С. Пушкина. Картина выставляется в бывшем флигеле усадьбы Голицыных на Волхонке, в Галерее искусства стран Европы и Америки XIX—XX веков, зал 19 (зал Гогена).
Исследователь коллекции Щукина Н. Ю. Семёнова отмечала, что «хотя „Пейзаж“ написан Гогеном в конце жизни, в нём обнаруживаются отголоски импрессионизма, характерные скорее для произведений, созданных во время первой поездки на Таити».